# Kiersten Warren
Kiersten Chantelle Warren (ur. 4 listopada 1965 w stanie Iowa) – amerykańska aktorka filmowa i telewizyjna.

## Życie prywatne
Matka aktorki Misty Trai (ur. 23 września 1981). W 2005 roku wyszła za mąż za aktora Kirka Acevedo. W 2009 roku wystąpiła gościnnie w odcinku „Unleashed” (1x16) w serialu Fringe jako żona Charlie Francisa − bohatera, którego gra Kirk Acevedo.

## Kariera
Zagrała w wielu filmach, m.in. Dziś 13, jutro 30, Okrucieństwo nie do przyjęcia, Boskie sekrety siostrzanego stowarzyszenia Ya-Ya, Dzień Niepodległości i w serialach takich jak Gotowe na wszystko, gdzie wcieliła się w postać Nory Huntington czy JAG − Wojskowe Biuro Śledcze.

## Filmografia
- 2008: Thomas Kinkade's Home for Christmas jako Tanya Kapinski
- 2008: Fringe jako Sonia
- 2007: Christmas Cottage, The jako Tanya Kapinski
- 2007: Astronaut Farmer, The jako Phyllis
- 2007: Dirt (Dirt)
- 2007: Seks, kasa i kłopoty (Dirty, Sexy, Money) pojawia się w odcinku pilotażowym
- 2007: Koty obiboki (Slacker Cats) jako Tabitha
- 2006: Dziewczyny z drużyny 3 (Bring It On: All or Nothing) jako Pam Allen
- 2006: Sowie pole (Hoot) jako pani Eberhardt
- 2006: Gotowe na wszystko (Desperate Housewives) jako Nora Huntington
- 2004: Dziś 13, jutro 30 (13 Going On 30) jako Trish Sackett
- 2004: Paradise jako Grace Paradise
- 2003: Czarny Cadillac (Black Cadillac) jako Jeannie
- 2003: Zimne piekło (Snow Walker, The) jako Estelle
- 2003: Malowany dom (Painted House, A) jako Stacy
- 2003: Okrucieństwo nie do przyjęcia (Intolerable Cruelty) jako Claire O’Mara
- 2002: Boskie sekrety siostrzanego stowarzyszenia Ya-Ya (Divine Secrets of the Ya-Ya Sisterhood) jako młody Necie
- 2001: Circuit jako Nina
- 2001–2002: Wolf Lake jako Nancy
- 2000: Tylko w duecie (Duets) jako Candy Woods
- 1999: Człowiek przyszłości (Bicentennial Man) jako Galatea
- 1999: Zmęczenie materiału (Pushing Tin) jako Karen
- 1999: Smak wolności (Liberty Heights) jako striptizerka Annie
- 1998–1999: Wyspa Fantazji (Fantasy Island) jako Jeanette
- 1998: Maximum Bob jako Leanne Lancaster
- 1996: Dzień Niepodległości (Independence Day) jako Tiffany
- 1995–2005: JAG − Wojskowe Biuro Śledcze (JAG) jako Księżniczka Alexandra
- 1995–1998: Cybill jako Kathy
- 1994: Saved by the Bell: Wedding in Las Vegas jako Alex Taber
- 1993–1994: Byle do dzwonka: Lata w college’u jako Alex Taber
- 1992: Tajemnica grobu: Legat Hilltopa Drive’a (Grave Secrets: The Legacy of Hilltop Drive) jako Tina
- 1992: Przestępca jest wśród nas (Fugitive Among Us) jako Sherry Nash
- 1992–1995: Hearts Afire jako Tammy
- 1991: Fałszywe oskarżenie (False Arrest) jako Eden
- 1990: Exile jako Diana
- 1990: Silhouette jako Sandra Kimball
- 1989–1993: Dzień za dniem (Life goes on) jako Goodman
- 1980–1988: Magnum (Magnum, P.I.) jako Sugar, narzeczona Herbie’ego